# Concejo Regional Drom HaSharon
{{ficha de entidad subnacional
|mapa = 
El Concejo Regional Drom HaSharon (en hebreo: מועצה אזורית דרום השרון, Mo'atza Ezorit Drom HaSharon), es un Concejo Regional en el Distrito Central de Israel.

## Lista de comunidades,moshavim,kibutzimy pueblos
| - Adanim - Einat - Elishema - Eyal - Gan Jaim - Ganei Am - Gat Rimon - Givat Jen - Givat Hashlosha - Hagor | - Jorashim - Kfar Ma'as - Kfar Malal - Kfar Sirkin - Magshimim - Matan - Najshonim - Neve Yamin - Neve Yerek - Nir Eliyahu | - Nirit - Ramat Hakovesh - Ramot Hashavim - Sde Jemed - Sde Warburg - Tzofit - Tzur Natan - Yarjiv - Yarkona |